# Connaught Square
Connaught Square est une place de Londres, située dans le quartier de Bayswater.

## Situation et accès
Cette place se situe à proximité et au nord de Hyde Park.
La station de métro la plus proche est Marble Arch, desservie par la ligne  Central.

## Origine du nom
Le nom du square évoque la mémoire du duc de Connaught.

## Historique
Le square est le premier à avoir été aménagé dans le quartier. La plupart des maisons datent de 1828 et sont l’œuvre de l’architecte Thomas Allason (1790-1852).

## Bâtiments remarquables et lieux de mémoire
- No 29 : maison acquise en 2004 par l’homme d’État britannique Tony Blair, alors Premier ministre, pour la somme de 5,2 millions d’euros[3].

## Personnalités liées au square
- Paul Oakenfold (1963-), disc-jockey.
- Nigel Balchin (1908-1970), écrivain.